# Великодочинська сільська рада
Великодо́чинська сільська́ ра́да — колишня адміністративно-територіальна одиниця та орган місцевого самоврядування в Борзнянському районі Чернігівської області. Адміністративний центр — село Велика Доч.

## Загальні відомості
- Територія ради: 5,17 км²
- Населення ради: 794 особи (станом на 2001 рік)

Великодочинська сільська рада зареєстрована 1989 року. Стала однією з 26-ти сільських рад Борзнянського району і одна з 10-ти, яка складається з одного населеного пункту.

## Населені пункти
Сільській раді були підпорядковані населені пункти:
- с. Велика Доч

## Керівний склад
| Прізвище, ім'я, по батькові  | Основні відомості                                                         | Дата обрання | Дата звільнення |
| ---------------------------- | ------------------------------------------------------------------------- | ------------ | --------------- |
| Музиченко Олександр Іванович | Сільський голова, 1964 року народження, освіта вища, член Народної партії | 26.03.2006   | 31.10.2010      |
| Музиченко Олександр Іванович | Сільський голова, 1964 року народження, освіта вища, член Партії регіонів | 31.10.2010   |                 |

Примітка: таблиця складена за даними сайту Верховної Ради України

### Депутати
За результатами місцевих виборів 2010 року депутатами ради стали:

#### За суб'єктами висування
| Суб'єкт висування                                       | Кількість обраних депутатів | %    |
| ------------------------------------------------------- | --------------------------- | ---- |
| Партія регіонів                                         | 10                          | 62,5 |
| Народна партія                                          | 2                           | 12,5 |
| Комуністична партія України                             | 1                           | 6,3  |
| Політична партія Всеукраїнське об'єднання «Батьківщина» | 1                           | 6,3  |
| Самовисування                                           | 1                           | 6,3  |
| Соціалістична партія України                            | 1                           | 6,3  |

#### За округами
| № округу                                                | Прізвище, ім'я, по батькові | Дата визнання обраним | Освіта  | Партійна приналежність                        | Відомості про обраного депутата                            |
| ------------------------------------------------------- | --------------------------- | --------------------- | ------- | --------------------------------------------- | ---------------------------------------------------------- |
| Комуністична партія України                             |                             |                       |         |                                               |                                                            |
| 16                                                      | Іванюк Володимир Іванович   | 01.11.2010            | вища    | позапартійний                                 | пенсіонер                                                  |
| Народна Партія                                          |                             |                       |         |                                               |                                                            |
| 13                                                      | Скляр Петро Васильович      | 01.11.2010            | вища    | член Народної партії                          | пенсіонер                                                  |
| 14                                                      | Болотна Наталія Василівна   | 01.11.2010            | середня | позапартійна                                  | тимчасово не працює                                        |
| Партія регіонів                                         |                             |                       |         |                                               |                                                            |
| 1                                                       | Омельченко Любов Іванівна   | 01.11.2010            | вища    | член Партії регіонів                          | Великодочинська сільська рада, секретар                    |
| 2                                                       | Кирпіченко Микола Іванович  | 01.11.2010            | вища    | член Партії регіонів                          | пенсіонер                                                  |
| 3                                                       | Фесенко Лариса Михайлівна   | 01.11.2010            | вища    | член Партії регіонів                          | ПП «Альтаїр», продавець                                    |
| 4                                                       | Дедюк Олена Григорівна      | 01.11.2010            | вища    | член Партії регіонів                          | тимчасово не працює                                        |
| 5                                                       | Буднік Оксана Петрівна      | 01.11.2010            | вища    | член Партії регіонів                          | СТОВ «Доч Хліб», головний бухгалтер                        |
| 6                                                       | Сергієнко Євген Васильович  | 01.11.2010            | вища    | член Партії регіонів                          | СТОВ «Доч Хліб», бухгалтер                                 |
| 7                                                       | Товста Лариса Миколаївна    | 01.11.2010            | середня | член Партії регіонів                          | тимчасово не працює                                        |
| 8                                                       | Люткевич Микола Миколайович | 01.11.2010            | вища    | член Партії регіонів                          | Великодочинський будинок культури, директор                |
| 9                                                       | Просяник Петро Єгорович     | 01.11.2010            | середня | член Партії регіонів                          | тимчасово не працює                                        |
| 10                                                      | Федірко Ніна Анатоліївна    | 01.11.2010            | вища    | член Партії регіонів                          | Великодочинський фельдшерсько -акушерський пункт, акушерка |
| Політична партія Всеукраїнське об'єднання «Батьківщина» |                             |                       |         |                                               |                                                            |
| 15                                                      | Шестак Федір Федорович      | 01.11.2010            | середня | член Всеукраїнського об'єднання «Батьківщина» | СТОВ «Доч Хліб», охоронник                                 |
| Соціалістична партія України                            |                             |                       |         |                                               |                                                            |
| 11                                                      | Гришко Юрій Іванович        | 01.11.2010            | вища    | член Соціалістичної партії України            | пенсіонер                                                  |
| Самовисування                                           |                             |                       |         |                                               |                                                            |
| 12                                                      | Цилюрик Сергій Миколайович  | 01.11.2010            | вища    | член Всеукраїнського об'єднання «Батьківщина» | ПП Чернігівське облпаливо, приватний підприємець           |